# Bounty (Zvezdna vrata SG-1)
Bounty je naslov epizode znanstveno-fantastične serije Zvezdna vrata SG-1 kjer ekipa Sg-1 napada konvoje z omamno koruzo, ki povzroča halucinacije. Med miniranjem transporta jih napadejo stražarji konvoja, zaradi česar polkovnik Michell komaj odnese celo kožo. Venadr jih stražarji prepoznajo in ob razstrelitvi konvoja poročajo vodji Netanu, ki razpiše nagrade za njihove glave. Tako se po povratku Sg-1 na Zemljo, ko se le-ti odpravijo po svojih opravkih (Carterjeva na predavanje, polkovnik in Vala na žur ob obletnici polkovnikove mature,...), se na Zemlji izkrca z nevidno tovorno ladjo nekaj lovcev na glave.
Tako se vsak lovec loti svoje tarče. Carterjevo nameravajo ustreliti z ostrostrelno puško, a se jim načrt ponesreči, ker le-ta na svojem predavanju uporablja napredno holografsko tehnologijo. Tako takrat, ko lovec ustreli, zadane hologram in s tem izda svoj položaj, nakar ga Carterjeva ustreli s prototipom energijskega orožja. Polkovnika in Valo pa napade lovec, ki se s podvojevalnikom zamaskira v gosta, nakar vse vzame za talce. Tega tudi ukanijo s holografsko tehnologijo. Potem jim po hitrem postopku uspe poloviti ostale lovce in jih obrniti proti Netanu, ki ga kasneje ustreli njegov lastni lovec.